# 尾状核
尾状核（びじょうかく、英: Caudate nucleus）は、多くの動物の脳の大脳基底核に位置する神経核である。尾状核は元々、自発運動のコントロールに主に関わっていると考えられていたが、現在では、脳の学習と記憶システムの重要な部分を占めていると考えられている。

## 構造

尾状核の位置を様々な角度から眺めた動画。赤色で示す領域が尾状核。（画像出典：Anatomography）

尾状核は脳の中心付近、視床の両側に存在する。脳の2つの大脳半球にはそれぞれ尾状核が存在する。尾状核はそれぞれアルファベットのCのような形をしていて、前方の尾状核頭が膨らんでおり、後方の尾状核体、尾状核尾にかけて細くなっている (尾状核の一部は膝 (genu) と呼ばれることもある)。
尾状核頭と尾状核体は、側脳室前角の底面の一部を形成している。尾状核頭の後部方向へと尾状核体をわずかに移動すると、尾状核尾が下方から前方に向かってカーブしていて、側脳室下角の上面を形成している。つまり、脳を冠状断 (顔面と同じ向きで切る) すると、尾状核尾と尾状核体 (または尾状核頭) の両方が現れる。
尾状核は解剖学的に他の多くの脳構造と関係している。尾状核は最内包前脚によってレンズ核 (淡蒼球と被殻から成る) と分けられている。また、尾状核と被殻で線条体を形成している。

## 神経化学
尾状核の活動はドーパミンニューロンの神経支配を受けていて、これらのニューロンは主に腹側被蓋野 (VTA) 黒質緻密部 (SN)から始まっている。また、尾状核は様々な関連する皮質からの入力を受けている。

## 生理学

### 学習と記憶
歴史的に、大脳基底核は全体で高次運動の調節に関与しているとされてきた。より最近では、尾状核が学習と記憶、特にフィードバック処理に強く関わっていることが証明されている。一般的に、尾状核で起きる神経活動は被験者がフィードバックを受け取っている時に発生していることが示されている。

### 言語理解
左尾状核は特に、単語の理解と調音 (articulation) を複数の言語間でスイッチする時に、これらを支配している視床と関係していることが示唆されている

。

### 閾値の制御
脳は興奮性シナプスによって相互接続した非常に多くの神経細胞の集合を含んでいる。したがって、これらはポジティブフィードバックを構成要素に持つ大きなネットワークを形成している。このようなシステムが活動の爆発を防ぐメカニズムを持たずに動作していると考えるのは難しい。尾状核が大脳皮質全体の活動を計測し、閾値となる電位を制御しているという間接的な証拠が存在する
。

### ヒトの恋愛における役割
最近、科学者はヒトが恋に落ちる時の尾状核の機能を発見した。大学生の被験者グループが自身の最愛の人の写真を呈示された際、尾状核と腹側被蓋野の両方の活動が増加した。この fMRI 実験はヒトが恋に落ちる時、腹側被蓋野が尾状核をドーパミンであふれさせていることを示唆している
。

### 強迫性障害における役割
強迫性障害の人において尾状核の機能障害が起きているという理論がある。それにより、視床と眼窩前頭皮質の間での心配している出来事や考えに関する情報の伝達を、適切に制御できなくなっているのかもしれない。
ポジトロン断層法を用いた脳機能イメージング研究により、患者がパロキセチンを投与された時に右の尾状核におけるグルコース代謝が大きく変化することが示されている
。

## 参考画像

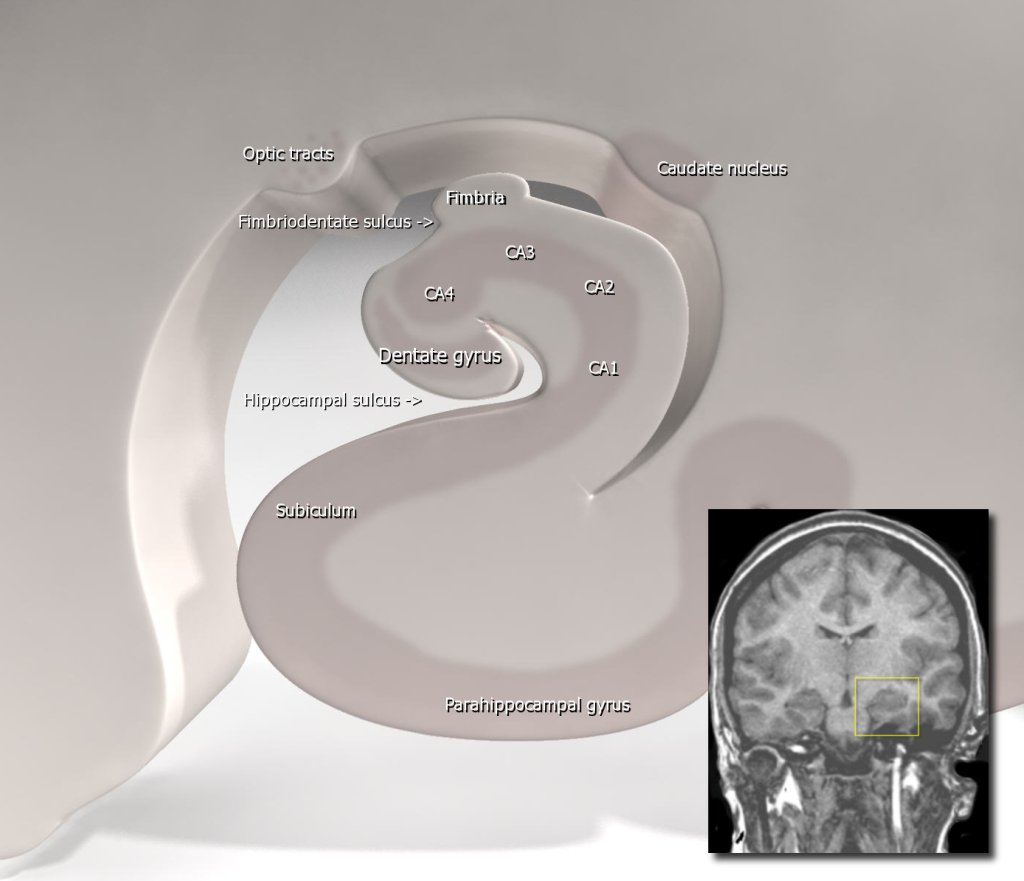
海馬の模式図。
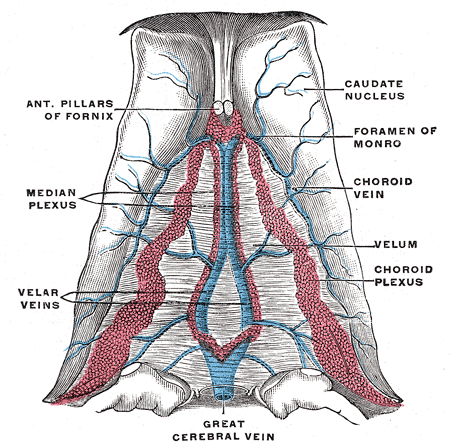
中間帆（velum interpositum)
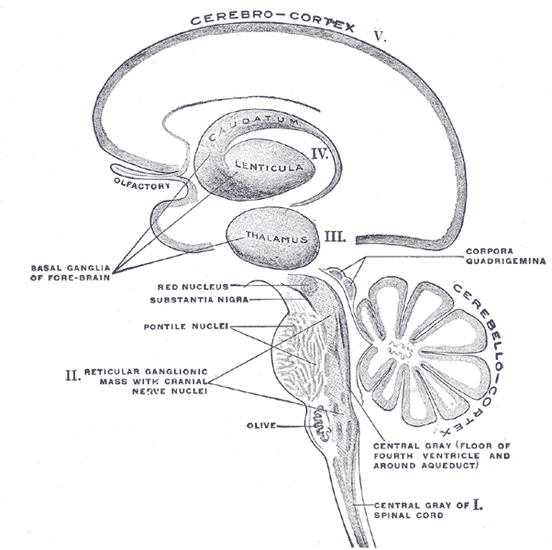
主な神経節のカテゴリー (I から V) の模式図。
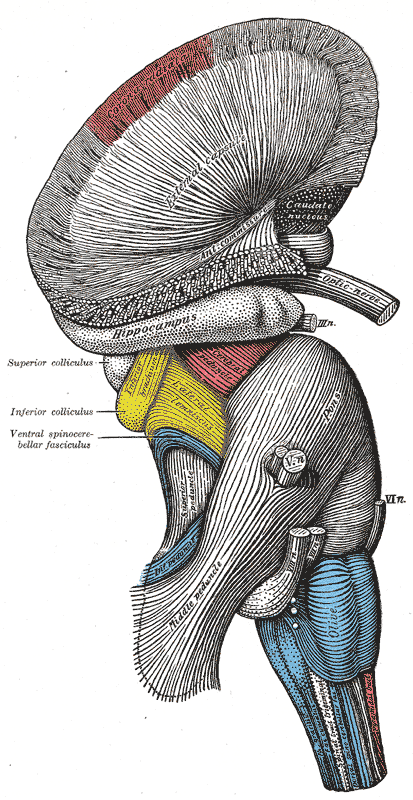
脳幹の表面を切開し、横から見た図。
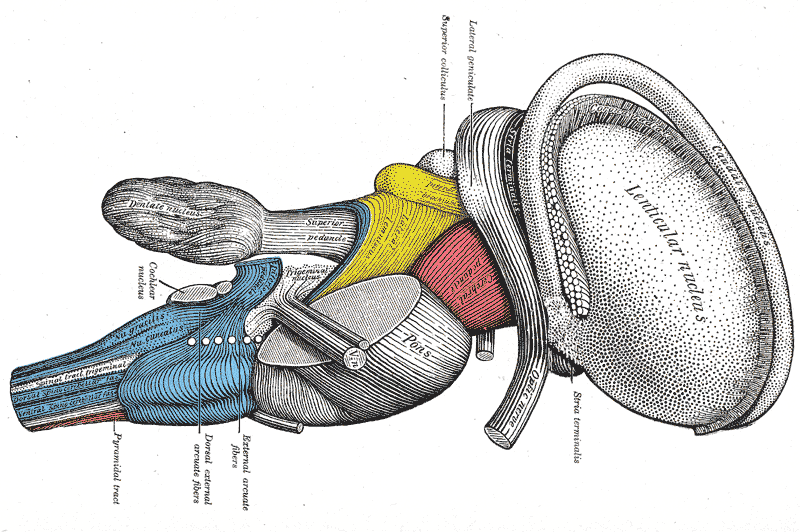
脳幹を切開し、横から見た図。
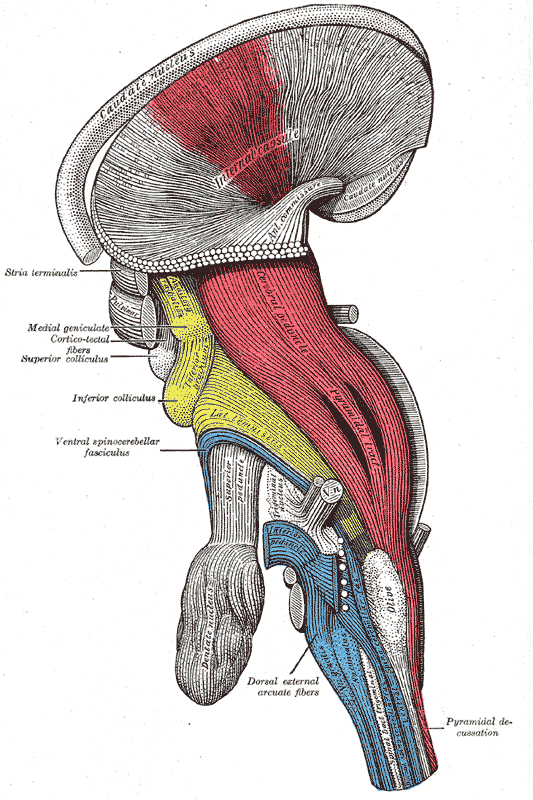
脳幹を深く切開し、横から見た図。
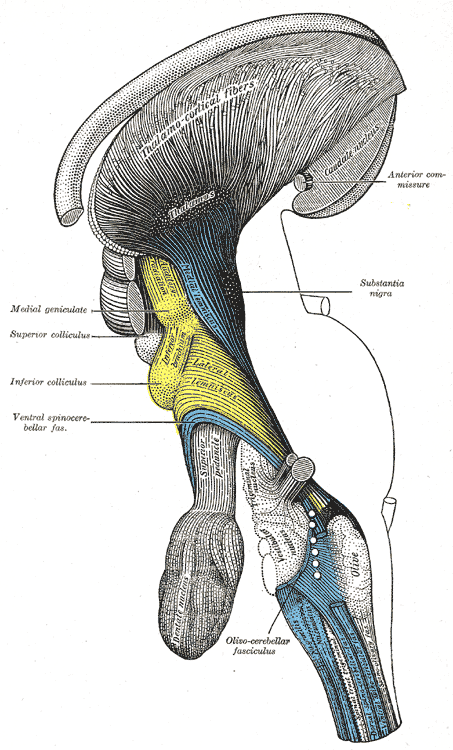
脳幹を深く切開し、横から見た図。
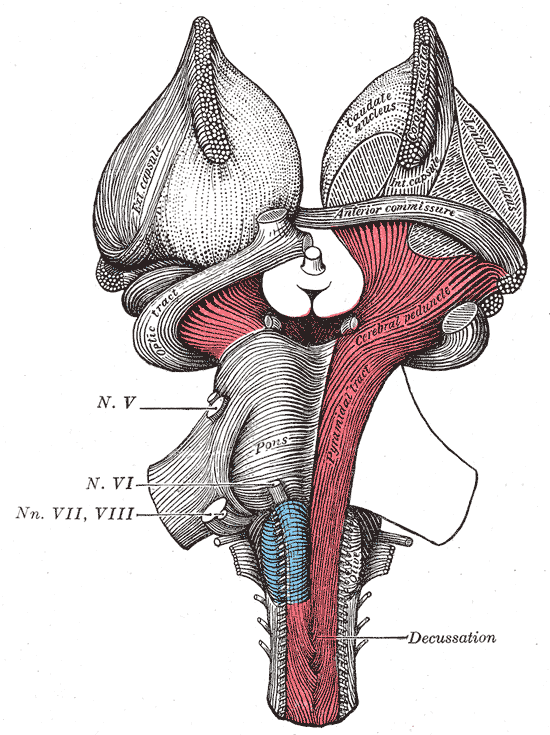
脳幹の表面を切開し、腹側から見た図。
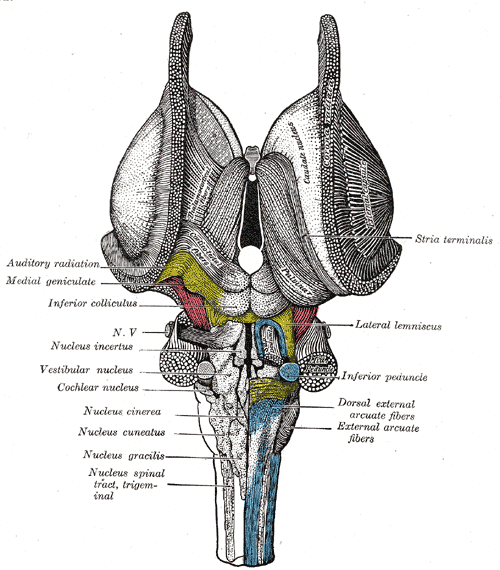
脳幹を切開し、背側から見た図。
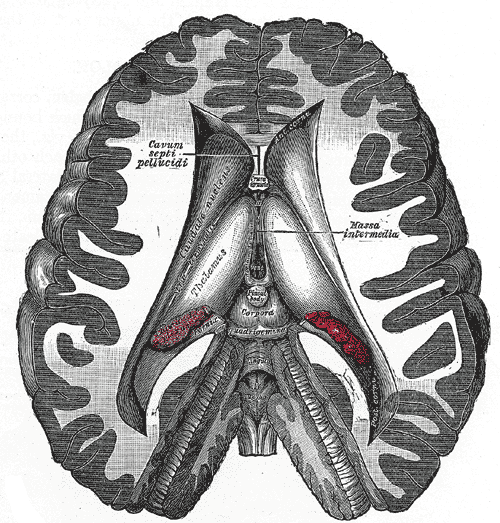
脳を切開し、脳室を示した図。
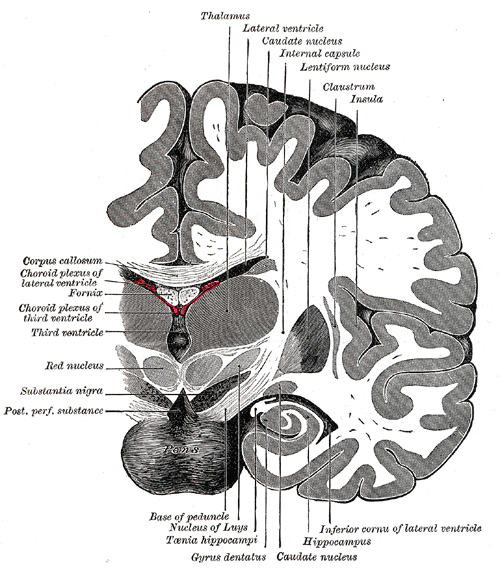
橋の前部の直近で脳を冠状断した図。
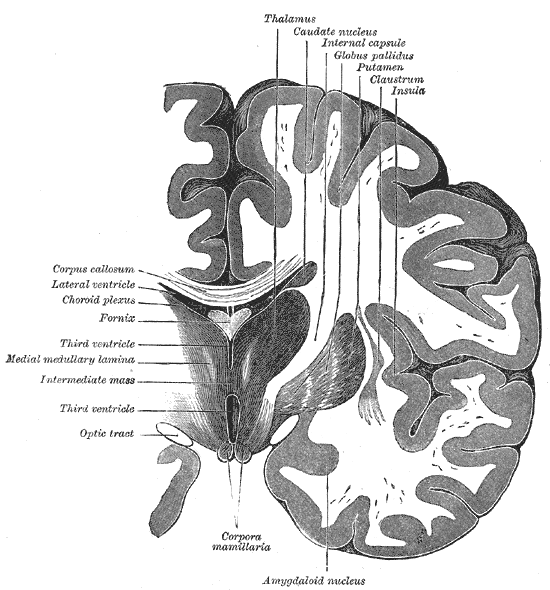
第三脳室を通るように脳を冠状断した図。
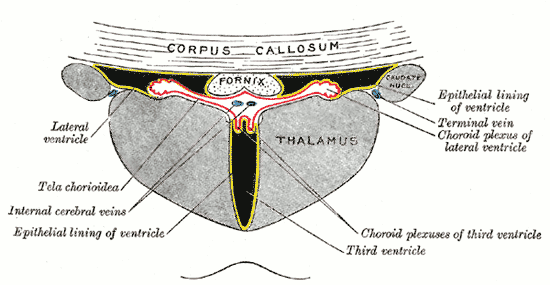
側脳室と第三脳室の冠状断。
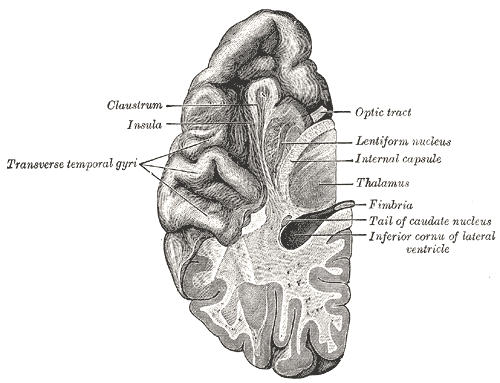
脳を切開し、側頭葉の上表面を示した図。
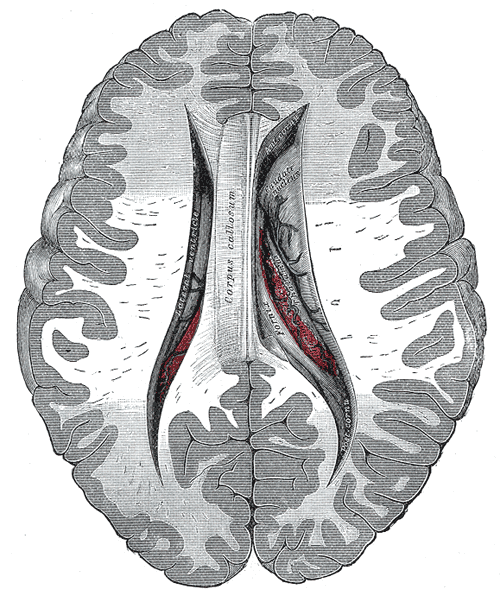
側脳室の中央部、前角、後角を上側から露出させた図
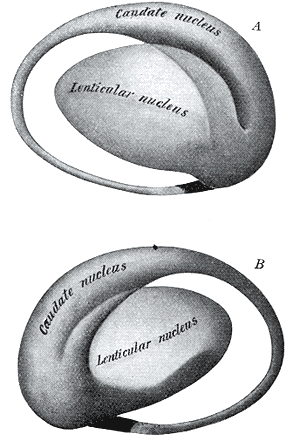
線条体の模式図 A, 外側面; B, 近心面
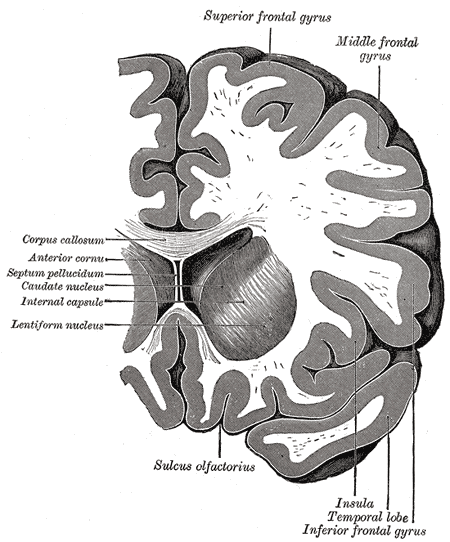
側脳室前角を通るように脳を冠状断した図。
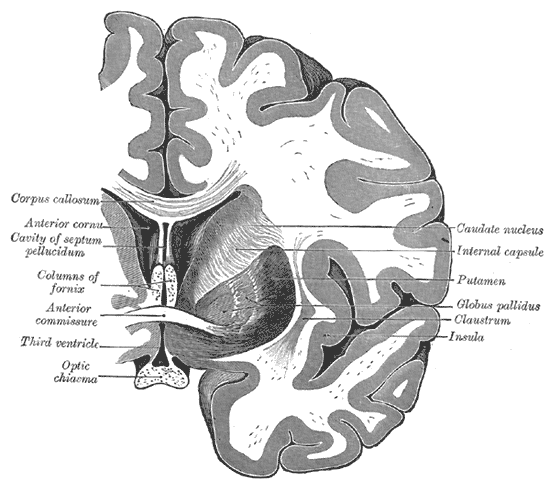
前交連を通るように脳を冠状断した図。
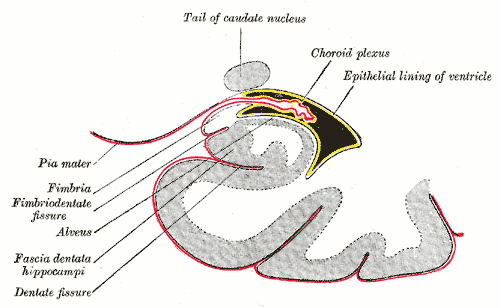
側脳室下角の冠状断
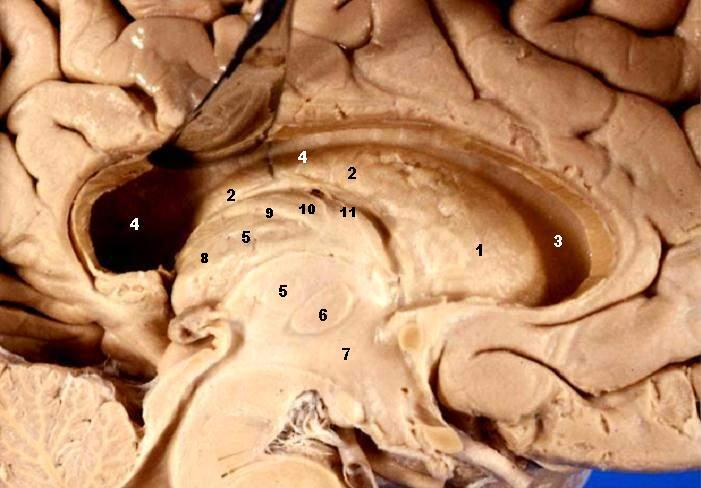
ヒトの脳の左側を切開して取り除き、正中矢状面から見た図。
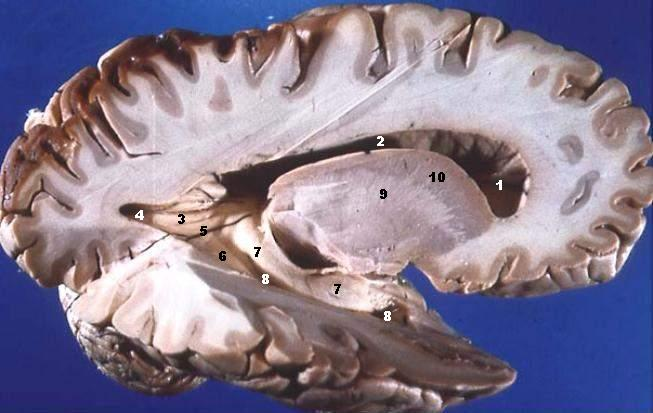
ヒトの脳の左側を切開して取り除き、外側面から見た図。

## 関連文献
- 益田 良子 「尾状核の認知的機能について」 中央学院大学教養論叢 1(1) pp.87-102 (1987)